# 가브리엘라 미케티

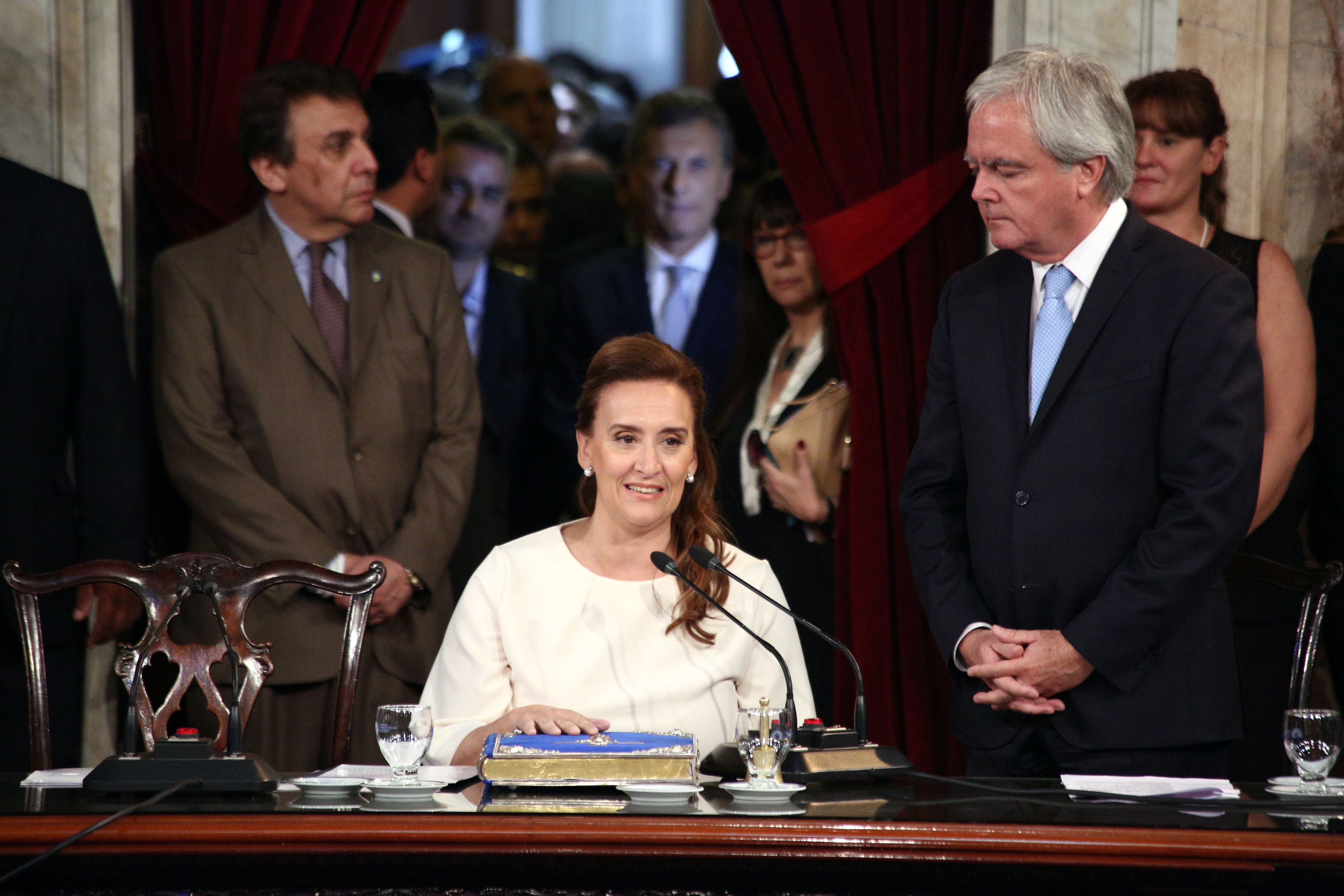
가브리엘라 마케티

마리아 가브리엘라 미케티(스페인어: Marta Gabriela Michetti, 1965년 5월 28일 ~ )는 아르헨티나의 정치인이다. 아르투로 일리아 전 대통령의 손녀이며, 공화주의제안당 소속이다.
마우리시오 마크리가 부에노스아이레스의 시장직을 지낼 당시 부시장을 맡았으며, 이후 2013년부터 부에노스아이레스의 상원 의원으로 활동하였다. 그 뒤 2015년 12월 10일 아르헨티나의 부통령에 당선되었으며, 아르헨티나 최초의 여성 부통령이 되었다.

## 역대 선거 결과
| 선거명      | 직책명              | 대수 | 정당           | 득표율 | 득표수       | 결과 | 당락 |
| ----------- | ------------------- | ---- | -------------- | ------ | ------------ | ---- | ---- |
| 2015년 선거 | 아르헨티나의 부통령 | 36대 | 공화주의제안당 | 51.34% | 12,997,937표 | 1위  |      |